# Sternotomis caillaudi
Sternotomis caillaudi es una especie de escarabajo longicornio del género Sternotomis, subfamilia Lamiinae. Fue descrita científicamente por Chevrolat en 1844.
Se distribuye por Egipto y Etiopía. Posee una longitud corporal de 19-30 milímetros. El período de vuelo de esta especie ocurre en los meses de abril y mayo.